# General Post Office (Dublino)

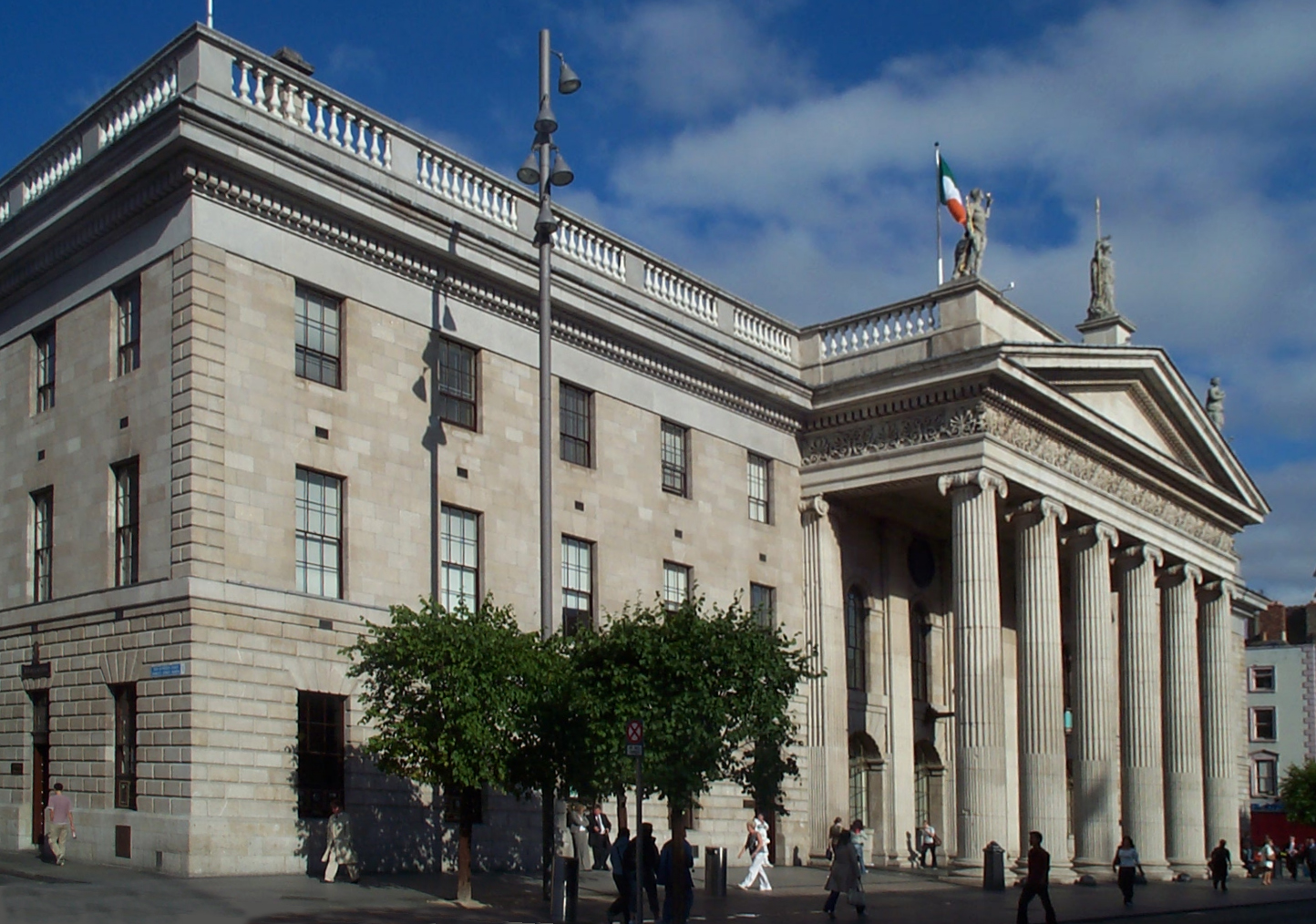
Il GPO

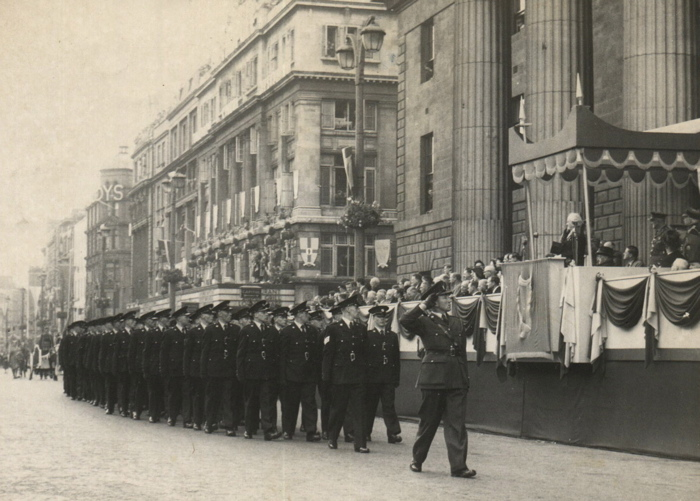
Il GPO, Dublino, 1954. Reclute della Garda Síochána onorano il Presidente della Repubblica d'Irlanda

Il General Post Office (spesso abbreviato in GPO) è un elegante edificio georgiano situato ad O'Connell Street, una delle arterie centrali di Dublino. Oggi sede dell'An Post (impresa nazionale delle poste), è stato tuttavia uno dei monumenti più emblematici durante i primi decenni del '900: luogo della proclamazione, da parte di uno dei capi degli insorti, Patrick Pearse, della Repubblica irlandese durante la Sollevazione di Pasqua del 1916, e spesso teatro di conflitti a fuoco e attentati durante la Guerra d'indipendenza irlandese e la Guerra civile.